# Hugo (logiciel)
Pour les articles homonymes, voir Hugo.
Hugo est un logiciel libre, générateur de site statique écrit en langage Go. C'est un concurrent du logiciel Jekyll écrit en langage Ruby.
En langage R, la bibliothèque logicielle Blogdown permet de développer des sites web statiques en utilisant Hugo.